# 王邦维
王邦維（1950年9月—），男，四川重庆人，中国梵语文学、佛教文献专家，北京大學東方學研究院院長、教授。

## 生平
王邦维在季羨林指導下得碩士、博士學位，是季羨林培養的第1批碩士（還有）和第1位博士。碩士研究生畢業后留校，歷任助教、講師、副教授、教授。